# Білл Гедсбі
Білл Гедсбі (англ. Bill Gadsby, нар. 8 серпня 1927, Калгарі — пом. 10 березня 2016, Фармінгтон Гіллз) — канадський хокеїст, що грав на позиції захисника. Згодом — хокейний тренер.
Член Зали слави хокею з 1970 року. Провів понад тисячу матчів у Національній хокейній лізі.

## Ігрова кар'єра
Хокейну кар'єру розпочав 1943 року.
Протягом професійної клубної ігрової кар'єри, що тривала 21 рік, захищав кольори команд «Чикаго Блек Гокс», «Нью-Йорк Рейнджерс» та «Детройт Ред-Вінгс».
Загалом провів 1315 матчів у НХЛ, включаючи 67 ігор плей-оф Кубка Стенлі.

## Тренерська робота
1968 року розпочав тренерську роботу в НХЛ. Тренерська кар'єра обмежилася роботою з командою «Детройт Ред-Вінгс».

## Нагороди та досягнення
- Друга команда всіх зірок НХЛ — 1953, 1954, 1957, 1965.
- Перша команда всіх зірок НХЛ — 1956, 1958, 1959.

Входить до числа 100 найкращих гравців НХЛ за версією журналу The Hockey News під 99-м номером.

## Статистика
| Сезон        | Клуб                   | Ліга         | Регулярний сезон | Регулярний сезон | Регулярний сезон | Регулярний сезон | Регулярний сезон | Плей-оф | Плей-оф | Плей-оф | Плей-оф | Плей-оф |
| Сезон        | Клуб                   | Ліга         | І                | Г                | П                | О                | ШХ               | І       | Г       | П       | О       | ШХ      |
| ------------ | ---------------------- | ------------ | ---------------- | ---------------- | ---------------- | ---------------- | ---------------- | ------- | ------- | ------- | ------- | ------- |
| 1943–44      | Калгарі                | АХ           | 9                | 4                | 1                | 5                | 4                | —       | —       | —       | —       | —       |
| 1944–45      | «Едмонтон Канадіанс»   | АЮХЛ         | —                | —                | —                | —                | —                | —       | —       | —       | —       | —       |
| 1945–46      | «Едмонтон Канадіанс»   | АЮХЛ         | —                | 14               | 12               | 26               | —                | —       | —       | —       | —       | —       |
| 1945–46      | «Едмонтон Канадіанс»   | МК           | —                | —                | —                | —                | —                | 14      | 12      | 5       | 17      | 22      |
| 1946–47      | «Чикаго Блек Гокс»     | НХЛ          | 48               | 8                | 10               | 18               | 31               | —       | —       | —       | —       | —       |
| 1946–47      | «Канзас-Сіті Пла-Морс» | ХЛСШ         | 12               | 2                | 3                | 5                | 8                | —       | —       | —       | —       | —       |
| 1947–48      | «Чикаго Блек Гокс»     | НХЛ          | 60               | 6                | 10               | 16               | 66               | —       | —       | —       | —       | —       |
| 1948–49      | «Чикаго Блек Гокс»     | НХЛ          | 50               | 3                | 10               | 13               | 85               | —       | —       | —       | —       | —       |
| 1949–50      | «Чикаго Блек Гокс»     | НХЛ          | 70               | 10               | 25               | 35               | 138              | —       | —       | —       | —       | —       |
| 1950–51      | «Чикаго Блек Гокс»     | НХЛ          | 25               | 3                | 7                | 10               | 32               | —       | —       | —       | —       | —       |
| 1951–52      | «Чикаго Блек Гокс»     | НХЛ          | 59               | 7                | 15               | 22               | 87               | —       | —       | —       | —       | —       |
| 1952–53      | «Чикаго Блек Гокс»     | НХЛ          | 68               | 2                | 20               | 22               | 84               | 7       | 0       | 1       | 1       | 4       |
| 1953–54      | «Чикаго Блек Гокс»     | НХЛ          | 70               | 12               | 29               | 41               | 108              | —       | —       | —       | —       | —       |
| 1954–55      | «Чикаго Блек Гокс»     | НХЛ          | 18               | 3                | 5                | 8                | 17               | —       | —       | —       | —       | —       |
| 1954–55      | «Нью-Йорк Рейнджерс»   | НХЛ          | 52               | 8                | 8                | 16               | 44               | —       | —       | —       | —       | —       |
| 1955–56      | «Нью-Йорк Рейнджерс»   | НХЛ          | 70               | 9                | 42               | 51               | 84               | 5       | 1       | 3       | 4       | 4       |
| 1956–57      | «Нью-Йорк Рейнджерс»   | НХЛ          | 70               | 4                | 37               | 41               | 72               | 5       | 1       | 2       | 3       | 2       |
| 1957–58      | «Нью-Йорк Рейнджерс»   | НХЛ          | 65               | 14               | 32               | 46               | 48               | 6       | 0       | 3       | 3       | 4       |
| 1958–59      | «Нью-Йорк Рейнджерс»   | НХЛ          | 70               | 5                | 46               | 51               | 56               | —       | —       | —       | —       | —       |
| 1959–60      | «Нью-Йорк Рейнджерс»   | НХЛ          | 65               | 9                | 22               | 31               | 60               | —       | —       | —       | —       | —       |
| 1960–61      | «Нью-Йорк Рейнджерс»   | НХЛ          | 65               | 9                | 26               | 35               | 49               | —       | —       | —       | —       | —       |
| 1961–62      | «Детройт Ред-Вінгс»    | НХЛ          | 70               | 7                | 30               | 37               | 88               | —       | —       | —       | —       | —       |
| 1962–63      | «Детройт Ред-Вінгс»    | НХЛ          | 70               | 4                | 24               | 28               | 116              | 11      | 1       | 4       | 5       | 36      |
| 1963–64      | «Детройт Ред-Вінгс»    | НХЛ          | 64               | 2                | 16               | 18               | 80               | 14      | 0       | 4       | 4       | 22      |
| 1964–65      | «Детройт Ред-Вінгс»    | НХЛ          | 61               | 0                | 12               | 12               | 122              | 7       | 0       | 3       | 3       | 8       |
| 1965–66      | «Детройт Ред-Вінгс»    | НХЛ          | 58               | 5                | 12               | 17               | 72               | 12      | 1       | 3       | 4       | 12      |
| Усього в НХЛ | Усього в НХЛ           | Усього в НХЛ | 1248             | 130              | 438              | 568              | 1539             | 67      | 4       | 23      | 27      | 92      |

## Тренерська статистика
| Команда             | Сезон   | Регулярний сезон | Регулярний сезон | Регулярний сезон | Регулярний сезон | Регулярний сезон | Регулярний сезон | Плей-оф             |
| Команда             | Сезон   | І                | В                | П                | Н                | О                | Результат        | Результат           |
| ------------------- | ------- | ---------------- | ---------------- | ---------------- | ---------------- | ---------------- | ---------------- | ------------------- |
| «Детройт Ред-Вінгс» | 1968–69 | 76               | 33               | 31               | 12               | 78               | 5-е на Сході     | не вийшли           |
| «Детройт Ред-Вінгс» | 1969–70 | 2                | 2                | 0                | 0                | (2)              | 3-є на Сході     | (пішов у відставку) |